# Landseer

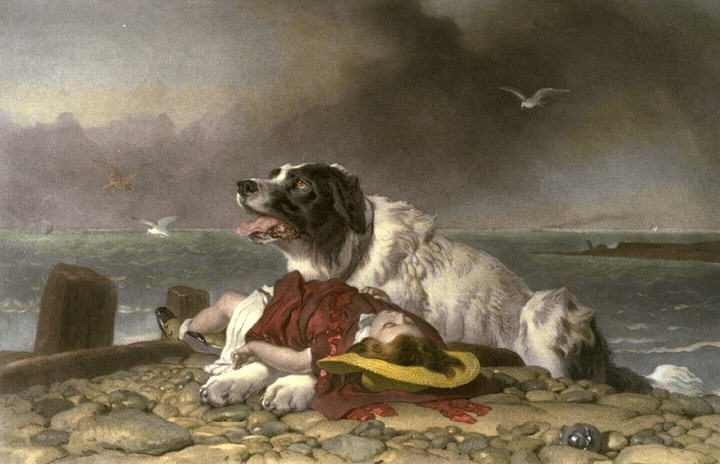
Uno dei dipinti più noti di Edwin Landseer, raffigurante il salvataggio di una bambina da parte di un cane da riporto.

Il landseer è un cane appartenente ai molossoidi; deve il suo nome al pittore Edwin Landseer, che in alcune delle sue opere (tutte a carattere naturalista) ritrasse un grosso cane bianco e nero.
In realtà non è certo se si trattasse di un terranova bianco-nero (conosciuto appunto come terranova tipo landseer, o landseer tipo britannico americano) o di un vero "landseer" (landseer tipo continentale europeo, riconosciuto dalla FCI con lo standard n° 226), che si distingue dal "cugino" americano soprattutto per gli arti relativamente più lunghi e per il carattere, maggiormente adatto alla guardia. Dotato anch'esso di notevole acquaticità, viene usato anche per il soccorso in acqua.
L'origine della razza è molto controversa. Secondo alcuni, si tratterebbe di un cane originario della Scandinavia, (dove è tuttora molto diffuso), mentre secondo un'altra teoria la razza deriverebbe da cani importati in Europa dal nord-est americano (la stessa zona del terranova), a partire dal XVIII secolo, e si sarebbe sviluppata soprattutto in Gran Bretagna, Germania e Svizzera, dove ottenne un discreto successo, almeno fino alla metà del XIX secolo, quando iniziò a diffondersi il terranova.
D'altro canto, c'è chi afferma che lo stesso terranova deriverebbe da cani portati sulle coste canadesi dai pescatori scandinavi.
Le condizioni ambientali del suo paese d'origine ne hanno fatto un cane fisicamente robusto e frugale, con un carattere austero e piuttosto riservato.

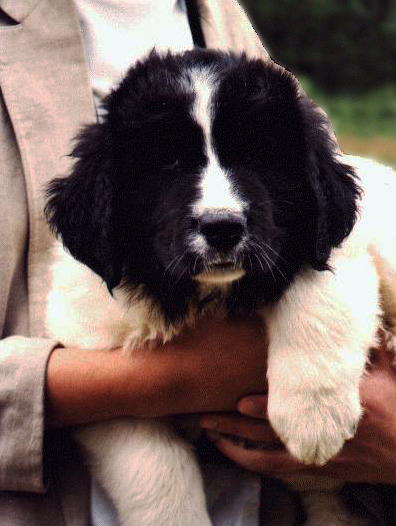
Landseer